# ГЕС Барра-Гранде
ГЕС Барра-Гранде (порт. Usina Hidrelétrica de Barra Grande) — гідроелектростанція на південному сході Бразилії на межі штатів Санта-Катарина та Ріу-Гранді-ду-Сул. Розташована на лівому витоку Уругваю річці Пелотас, при цьому нижче по течії, вже на самому Уругваї, знаходиться наступна ГЕС Machadinho. Можливо також відмітити наявність планів зі створення каскаду на Пелотасі, проте проект спорудження вище за течією від Барра-Гранде ГЕС Pai Querê зіткнувся з сильним спротивом екологічних організацій.
У межах проекту річку перекрили кам'яно-накидною греблею із бетонним облицюванням висотою 185 метрів, довжиною 665 метрів та шириною від 11 (по гребеню) до 500 (по основі) метрів, яка потребувала 12 млн м3 породи. Перед її зведенням воду відвели за допомогою двох тунелів довжиною приблизно 0,9 км кожен. Гребля утримує водосховище з площею поверхні 95 км2 та об'ємом 5200 млн м3 (корисний об'єм 2875 млн м3), рівень поверхні якого в операційному режимі коливається між позначками 607 та 647 метрів НРМ.
Ресурс зі сховища подається до пригреблевого машинного залу через три водоводи, що складаються з напірної шахти висотою 98 метрів та похилої секції довжиною 310 метрів, при цьому їх діаметр зменшується від 6,2 до 5,5 метра. Зал обладнали трьома турбінами типу Френсіс потужністю по 235 МВт, які при напорі у 177 метрів забезпечують виробництво 3334 млн кВт-год електроенергії на рік.
Під час спорудження станції, окрім зазначеного вище матеріалу, для греблі було використано 349 тис. м3 бетону та 19 тис. тонн сталі, а також проведена виїмка 472 тис. м3 породи під час створення підземних споруд.